# داني دوفي
داني دوفي (بالإنجليزية: Danny Duffy)‏ هو لاعب كرة قاعدة أمريكي، ولد في 21 ديسمبر 1988 في غوليتا في الولايات المتحدة.

## وصلات خارجية
- داني دوفي على موقع دوري كرة القاعدة الرئيسي (الإنجليزية)
- داني دوفي على موقعبيزبول رفرنس.كوم (الدوري الرئيسي) (الإنجليزية)
- داني دوفي على موقعبيزبول رفرنس.كوم (الدوري الثانوي) (الإنجليزية)
- داني دوفي على موقع إي إس بي إن.كوم (أم.أل.بي) (الإنجليزية)
- داني دوفي على موقع مشجعي الرسوم البيانية (الإنجليزية)